# Félix Romeo
Félix Romeo Pescador (Zaragoza, España, 12 de enero de 1968-Madrid, 7 de octubre de 2011) fue un escritor, crítico literario y traductor español.

## Biografía
Romeo se matriculó en Filosofía y letras y fue becario de la Residencia de Estudiantes de Madrid.  Durante su estancia Romeo escribe un poemario titulado El anís, que queda inédito.
Fue condenado a 2 años y 4 meses de prisión por insumisión, de los que cumplió un año y medio. Estuvo encarcelado entre 1995 y 1996 en la prisión de Torrero (Zaragoza), y de los que hay referencia en su obra.[cita requerida]
En 2001 participó en una serie de ponencias sobre Ramón J. Sender con motivo de su centenario. Su intervención se publicó en el libro Los pasos del solitario. VII Curso sobre Lengua y Literatura en Aragón en el año 2004.[cita requerida]
En 2008, Romeo coordinó y prologó la edición de Cuentos a Patadas. Historias del Real Zaragoza, libro de relatos ilustrados dedicado al club de fútbol Real Zaragoza por su 75 aniversario. En el volumen participaron veintiún autores como Joaquín Carbonell, Luis Alegre Saz, Antón Castro, Miguel Mena, Rodolfo Notivol o Ángel Petisme.
La editorial Plo publicó "Amarillo", mientras que Fernando Trueba una pieza para el largometraje colectivo "Lumière et compagnie" (1995) sobre la salida de Romeo de la cárcel de Torrero (Zaragoza.[cita requerida]
Romeo escribió el guion del documental "Costruyendo a Costa", dirigido por Gaizka Urresti, en conmemoración del centenario del político e historiador aragonés Joaquín Costa.[cita requerida]
Después de su muerte, en 2013, se realizó un cortometraje titulado "Por qué escribo", escrito y dirigido por Vicky Calavia y Gaizka Urresti, basado en un texto de Romeo.[cita requerida]

### Fallecimiento
Falleció de un paro cardíaco el 7 de octubre de 2011 en Madrid, a la edad de 43 años. Se había desplazado a la ciudad para conmemorar en una fiesta el décimo aniversario de la revista Letras Libres.[cita requerida]
De forma póstuma aparecieron su novela Noche de los enamorados (2012), sus mejores cuentos en Todos los besos del mundo (2012) y una selección de artículos y textos diversos en Por qué escribo (2013).[cita requerida]

## Reconocimientos
Tras su fallecimiento, las revistas Letras Libres y Rolde publicaron números especiales en su memoria.[cita requerida]
En 2012 el Instituto Grande Covián de Zaragoza decidió bautizar su biblioteca escolar con el nombre de su estudiante más ilustre como tributo a su memoria.[cita requerida]
El 22 de agosto de 2012 en Lechago (Teruel), el pueblo de su padre, se inauguró con su nombre una biblioteca, la primera en la historia del lugar. El 20 de mayo de 2015 se abrió la biblioteca municipal Félix Romeo situada en la plaza de la Poesía de Zaragoza. La biblioteca tiene una zona de lectura infantil y otra para adultos. La mayoría de los 3000 documentos de los que dispone son de literatura aragonesa contemporánea, en homenaje a Félix Romeo.
En recuerdo de Romeo por el décimo aniversario de su fallecimiento, el 21 de agosto de 2021 se llevó a cabo uno de sus proyectos inconclusos: la biblioteca sumergida de Lechago. En los años noventa se anunció el plan de construcción de un embalse que sumergiría el pueblo de Lechago. A modo de protesta, Romeo propuso crear la primera biblioteca sumergida del mundo. Finalmente, los niveles de agua del embalse no alcanzaron el pueblo y la idea quedó sin materializar. En 2021, el artista José Azul y la asociación de amigos de Lechago organizaron la creación de la biblioteca que, a modo de cápsula del tiempo, contendría las obras de Romeo, así como de otros autores y amigos. La biblioteca se sumergió en un acto auspiciado por el autor Luis Alegre, con intervenciones de autores como Irene Vallejo y músicos como Ángel Petisme. El cineasta Jonás Trueba fue el encargado de grabar el acto.

## Obras

### Novelas
- 1994: Dibujos animados
- 2001: Discothèque
- 2008: Amarillo
- 2012: Noche de los enamorados (póstuma)

### Cuentos
- 2008: Las novelas pintadas (expuestas en museo)
- 2012: Todos los besos del mundo (póstumo)

### Teatro
- 2003: Gargallo y la Garbo

### Artículos
- 2013: Por qué escribo (póstumo)

### Guiones cinematográficos
- 2011: Construyendo a Costa (dirigido por Gaizka Urresti)